# サッカーアルザス代表
サッカーアルザス代表（ポーランド語: Reprezentacja Alzacji w piłce nożnej）は、フランス・アルザス地域圏におけるサッカーの選抜チーム。フランスの一地方の選抜チームであり、欧州サッカー連盟(UEFA)や国際サッカー連盟(FIFA)に加盟していないため、UEFA欧州選手権やFIFAワールドカップなどの国際大会への出場資格はない。
アルザス地域圏は歴史上、フランスまたはドイツに組入れられて来たが、サッカー代表はフランスの領土下にあった時に組織され、試合を近隣のスイスやルクセンブルクと行っていた。しかし、1974年（マルティニーク戦）を最後に試合を行っていない。

## 試合一覧
| 日付            | 場所           | ホームチーム   | スコア | アウェーチーム |
| --------------- | -------------- | -------------- | ------ | -------------- |
| 1923年 6月10日  | アルザス       | アルザス地域圏 | 3-1    | ロマンド       |
| 1924年 10月26日 | ロマンド       | ロマンド       | 3-1    | アルザス地域圏 |
| 1933年 1月22日  | スイス         | スイス         | 0-0    | アルザス地域圏 |
| 1934年 3月25日  | アルザス       | アルザス地域圏 | 1-4    | スイス         |
| 1935年 3月17日  | スイス         | スイス         | 1-6    | アルザス地域圏 |
| 1947年 3月17日  | アルザス       | アルザス地域圏 | 1-0    | スイス         |
| 1947年 3月23日  | アルザス       | アルザス地域圏 | 4-3    | ルクセンブルク |
| 1947年 10月19日 | アルザス       | アルザス地域圏 | 4-2    | ルクセンブルク |
| 1948年 5月9日   | ルクセンブルク | ルクセンブルク | 4-0    | アルザス地域圏 |
| 1948年 10月17日 | ルクセンブルク | ルクセンブルク | 2-2    | アルザス地域圏 |
| 1960年 4月13日  | ルクセンブルク | ルクセンブルク | 2-2    | アルザス地域圏 |
| 1970年 5月27日  | アルザス       | アルザス地域圏 | 2-1    | ルクセンブルク |
| 1974年          | アルザス       | アルザス地域圏 | 4-2    | マルティニーク |
| 1974年          | マルティニーク | マルティニーク | 2-1    | アルザス地域圏 |